# Minljivost
Minljivost (pali: अनिच्चा anicca; sanskrt: अनित्य anitya; tibetanščina: མི་རྟག་པ་ mi rtag pa; kitajščina: 無常 vučang; japonščina: 無常 mudžo; korejščina: 무상 musang; tajščina: อนิจจัง anitčang, iz palijskega jezika aniccaŋ) je ena izmed temeljnih doktrin ali treh znamenj obstoja v budizmu. Beseda izraža budistično stališče, ki pravi, da je celoten pogojen obstoj, brez izjem, v nenehnem stanju spreminjanja. Palijska beseda anicca dobesedno pomeni »spremenljiv«; Anicca je sinteza dveh ločenih besed, in sicer »nicca« in nikalnega členka »a«. Beseda »nicca« se nanaša na pojem nepretrganosti in stalnosti, »anicca« pa je protipomenka in izraža odsotnost trajnosti in nepretrganosti.

## Minljivost
Minljivost ali anicco budisti razumejo kot eno izmed treh znamenj obstoja: anicca (minljivost), duḥkha (nezadovoljstvo, trpljenje) in anattā (nesebstvo). Za budiste imajo vse stvari v vesolju značilnosti teh treh znamenj obstoja.
V skladu z doktrino o minljivosti človeško življenje uteleša to nenehno spreminjanje v procesu staranja, ciklu rojstva in ponovnega rojstva (samsara) in v izkušnji izgube. To je značilnost vseh bitij in njihovih okolij, vključno z devami (umrljivimi bogovi). Buda je učil, da so pogojeni pojavi minljivi, zato navezanost nanje postane vzrok za bodoče trpljenje.
Pogojenim pojavom lahko rečemo tudi sestavljeni, zgrajeni ali izmišljeni pojavi. To je nasprotje nepogojeni, nesestavljeni in neizmišljeni nirvani, resničnosti, ki ne pozna spremembe, propada ali smrti.
Minljivost je tesno povezana z doktrino anatte, v kateri stvari nimajo stalne narave, esence ali jaza. Na primer, ker so vsi pojavi minljivi in v nenehnem stanju spreminjanja, jih mahajana budizem dojema kot prazne (śūnyatā) notranjega jaza.

## Meditacija
Ena izmed metod, ki jo budisti uporabljajo za gojenje zavedanja prave narave resničnosti, je vipassanā meditacija. Vadba vipassane vključuje razvijanje zvišanega stanja zavedanja, kjer je posameznik sposoben jasno razumeti pravo naravo resničnosti. »Prava narava« se tukaj nanaša na razumevanje treh znamenj obstoja – prave narave minljivosti, prave narave nezadovoljstva ali trpljenja in prave narave nestvarnosti ali ne-jaza oziroma duše. Kontemplacija o minljivosti (anicca-nupassanā) pomeni opazovati vznikanje in minevanje pogojenih pojavov ter hkrati opazovati njihove individualne značilnosti. Po Visuddhimaggi bi morali razumeti tri aspekte te kontemplacije: minljivost (anicca), značilnosti minljivosti (anicca-lakkhanā) in kontemplacijo o minljivosti (anicca-nupassanā). Komentarji pravijo, da bi morali vedeti tri stvari o kontemplaciji o minljivosti: kaj je minljivost ali kaj je tisto, čemur pravimo, da je minljivo (anicca)? Kaj so znamenja minljivosti ali kaj bi morali vedeti o značilnostih ali znamenjih minljivosti (anicca-lakkhanā)? Kaj je večkratno videnje minljivosti (annicānu-passanā)?

## V umetnosti in kulturi
- Akio Jissojijev budistični  film Mujo[5] (poznan tudi kot This Transient Life [»To bežno življenje«]) je naslov dobil po doktrini minljivosti.